# Solidium Oy
Solidium Oy is een investeringsmaatschappij van de Finse staat. Solidium beheert een vermogen van € 7,8 miljard per 1 juni 2022.

## Geschiedenis en taken
In 1991 werd Solidium opgericht door de centrale bank van Finland.
In het begin van de 21e eeuw was Solidium actief in de vastgoedsector. In 2004 kocht Solidium Kruunuasunnot Oy van Kapiteeli Oyj, een bedrijf met overtollig vastgoed van het ministerie van Defensie.
Voor de Finse staat werd de combinatie van grote aandelenpakketten in bedrijven en de rol van regelgever en toezichthouder moeilijker. Besloten werd de aandelenpakketten af te stoten om belangenverstrengeling te voorkomen. In 2008 begon de Finse staat met de overdracht van aandelen in niet-strategische bedrijven aan Solidium. Dit proces werd in juni 2009 voltooid. De Finse staat heeft niet alle belangen overgedragen en is nog direct aandeelhouder in onder andere Neste en Fortum.
In september 2021 nam de Finse staat het aandelenbelang van Solidium in het Zweedse staalbedrijf SSAB over. Voor de overdracht had Solidium 6,3% van de aandelen en 8,0% van het stemrecht in handen.

## Activiteiten
Solidium is een naamloze vennootschap met de Finse staat als enige aandeelhouder. Het heeft als taak nationaal belangrijke bedrijven te versterken door een minderheidsbelang te houden en zitting te nemen in het toezichthoudende orgaan zoals de raad van commissarissen. Solidium heeft als taak deze belangen namens de Finse staat goed te beheren en streeft naar het verhogen van hun waarde. Het ziet zichzelf als actieve en lange termijn investeerder.
Solidium heeft als dividendbeleid al het ontvangen dividend uit te keren aan de Finse overheid. Het heeft een gebroken boekjaar dat per eind juni stopt.
Reima Rytsölä is sinds augustus 2022 de bestuurvoorzitter van Solidium.

### Portefeuille
Solidium heeft een belegd vermogen van ongeveer 8 miljard euro, het vermogen is verdeeld over een tiental Finse bedrijven. In het algemeen ligt het aandelenbelang tussen de 10 en 20%. Het vermogen is verdeeld over vier grote sectoren, financiële instellingen, basismaterialen, informatie technologie en industriële producten en diensten. Deze vier sectoren vertegenwoordigden ruim 80% van de totale waarde. Kleinere sectoren zijn telecommunicatie en consumentengoederen. 
De portefeuille van Solidium zag er per 30 juni 2022 als volgt uit:
| Bedrijf       | Waarde (× miljoen) | Belang in bedrijf |
| ------------- | ------------------ | ----------------- |
| Anora         | € 101              | 19,4%             |
| Elisa         | € 901              | 10,0%             |
| Kemira        | € 184              | 10,2%             |
| Konecranes    | € 178              | 10,1%             |
| Metso Outotec | € 883              | 14,9%             |
| Nokia         | € 1336             | 5,3%              |
| Nokian Tyres  | € 136              | 9,4%              |
| Outokumpu     | € 279              | 15,5%             |
| Sampo         | € 1382             | 6,2%              |
| Stora Enso    | € 1282             | 10,7%             |
| Tietoevry     | € 303              | 10,9%             |
| Valmet        | € 436              | 10,1%             |